# فيبي هولكروفت واتسون
فيبي هولكروفت واتسون (بالإنجليزية: Phoebe Holcroft Watson)‏ مواليد 07 أكتوبر 1898 - الوفاة 20 أكتوبر 1980، كانت لاعبة كرة مضرب بريطانية. كما أنها إحدى بطلات الجراند سلام. أعلى تصنيف لها في الفردي كان المركز الـ 2 في سنة 1929.

## بطولات حققتها
- دورة رولان غاروس الدولية
- بطولة ويمبلدون
- بطولة أمريكا المفتوحة للتنس

## النهائيات

### الفردي: 1 (الوصافة 1)
| النتيجة | السنة | الدورة                          | المنافس    | النتيجة  |
| الوصافة | 1929  | البطولات الوطنية الأمريكية 1929 | هيلين ويلز | 4–6, 2–6 |

### الزوجي: 5 (الألقاب 4, الوصافة 1)
| النتيجة | السنة | الدورة                      | الشريك      | المنافس                           | النتيجة       |
| الوصافة | 1927  | دورة رولان غاروس الدولية    | بيغي ميشل   | إيرين بودير بيكوك بوبي هايني ميلر | 2–6, 1–6      |
| الفوز   | 1928  | دورة رولان غاروس الدولية    | إيلين بينيت | سوزان ديف سيلفي جونغ هنروتن       | 6–0, 6–2      |
| الفوز   | 1928  | بطولة ويمبلدون              | بيغي ميشل   | إرمينترودي هارفي إيلين بينيت      | 6–2, 6–3      |
| الفوز   | 1929  | بطولة ويمبلدون              | بيغي ميشل   | فيليس كوفيل دوروثي شيبارد بارون   | 6–4, 8–6      |
| الفوز   | 1929  | بطولة أمريكا المفتوحة للتنس | بيغي ميشل   | فيليس كوفيل دوروثي شيبارد بارون   | 2–6, 6–3, 6–4 |

## الخط الزمني للفردي
مفتاح
| ف | ن | ن.ن | ر.ن | د# | د.م | ل | أ.أ | ت | غ | ب | ف | ذ | م.خ | ل.ت |

(ف) فاز بالبطولة (ن) وصل النهائي (ن.ن) نصف النهائي (ر.ن) ربع النهائي (د#) الأدوار الأربعة الأولى (د.م) دور المجموعات (ل) شارك في كأس ديفيز (أ.أ) خرج من الأدوار الاولى (ت) خسر التصفيات التأهيلية (غ) غاب عن الحدث أو البطولة (ب) حصل على ميدالية برونزية (ف) حصل على ميدالية فضية (ذ) حصل على ميدالية ذهبية (م.خ) بطولة الماسترز خُفضت إلى مرتبة أقل (ل.ت) البطولة لم تعقد في السنة المعينة.
لتجنب الارتباك وازدواجية الحساب، يتم تحديث هذه المعلومات إما في نهاية البطولة، أو عندما تكون مشاركة اللاعب في البطولة قد انتهت.
| الدورة           | 1923  | 1924  | 1925  | 1926  | 1927  | 1928  | 1929  | 1930  | إجمالي ف/م |
| ---------------- | ----- | ----- | ----- | ----- | ----- | ----- | ----- | ----- | ---------- |
| أستراليا         | غ     | غ     | غ     | غ     | غ     | غ     | غ     | غ     | 0 / 0      |
| فرنسا1           | غ     | ل.ت   | غ     | غ     | د3    | د2    | ر.ن   | ر.ن   | 0 / 4      |
| بطولة ويمبلدون   | د1    | د3    | د1    | د3    | ر.ن   | ر.ن   | د3    | د1    | 0 / 8      |
| الولايات المتحدة | غ     | غ     | غ     | غ     | غ     | غ     | ن     | غ     | 0 / 1      |
| م.ف              | 0 / 1 | 0 / 1 | 0 / 1 | 0 / 1 | 0 / 2 | 0 / 2 | 0 / 3 | 0 / 2 | 0 / 13     |

- إجمالي ف / م = إجمالي الفوز والمشاركة